# 中間獸科
中間獸科（學名Interatheriidae）是一科已滅絕的南方有蹄目。牠們生存於古新世或始新世至中新世的南美洲。